# Estiramiento

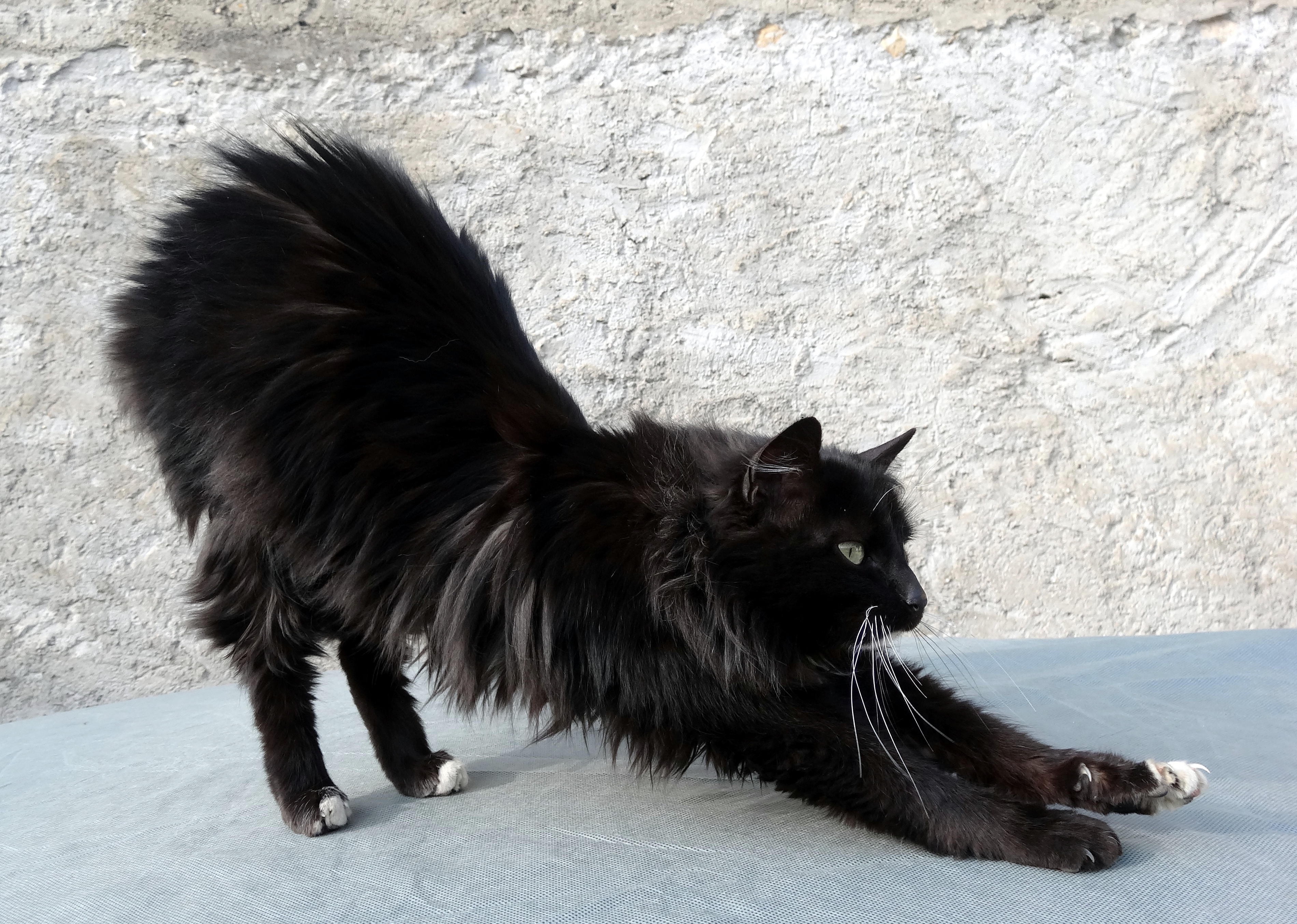
Un gato estirándose.

El estiramiento hace referencia a la práctica de ejercicios suaves y mantenidos para preparar los músculos para un mayor esfuerzo y para aumentar el rango de movimiento en las articulaciones.

## Beneficios del estiramiento
- Aumenta la flexibilidad de los músculos.
- Disminuye la cantidad de ácido láctico en los músculos.
- Reduce la tensión muscular.
- Facilita los movimientos.

## Realización del estiramiento

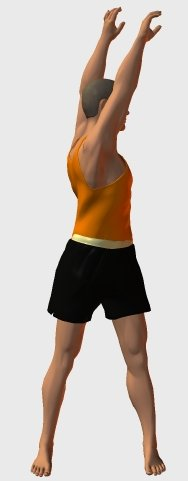
Ejemplo de estiramiento.

Después del estiramiento fácil, se continuará lentamente hasta el estiramiento progresivo, sin forzar el músculo. A partir del estiramiento fácil se estirará aproximadamente un centímetro más hasta sentir una tensión moderada y se sostendrá esta posición entre 10 y 15 segundos si no se siente dolor. De nuevo, la tensión deberá disminuir, en caso contrario es preciso relajar la postura. Si la tensión del estiramiento aumenta y el estiramiento se mantiene o causa dolor, significa que se está estirando en exceso.
El calentamiento físico es diferente al estiramiento; sin embargo, realizar ambas actividades es importante antes del entrenamiento de algún deporte o disciplina deportiva. El estiramiento de los músculos alista al sujeto para el calentamiento físico, el estiramiento reduce la tensión en los músculos y ayuda a coordinar movimientos musculares.
El calentamiento consiste en series de movimientos previos y no muy bruscos que ponen en funcionamiento los músculos y activan el cuerpo y la mente.